# 瓯塑
瓯塑俗称油泥塑，是浙江省温州市独有的传统美术工艺，被誉为“立体油画”。亦是浙江省人民政府认定的首批“浙江传统优秀工艺美术品类”之一。2006年，列入第一批浙江省非物质文化遗产名录。2008年6月7日，列入第二批国家级非物质文化遗产名录。

## 工艺
桐油和泥碾细合成原料，运用堆塑、绘画、雕刻等手法制作，外加贴金、镶银装饰，使作品古朴典雅。

## 历史
是在古代传统泥塑的基础上，吸取民间漆器制作技巧发展起来的一门综合性工艺美术行业。在宋代已具有相当高的艺术水平。

## 特点
画面色彩明快，构图格局自由，层次清晰，立体感强，多用于大插屏、挂屏、多扇联屏、挂钟及小首饰箱，内容有花鸟、山水和戏曲人物等。